# Predrag Danilović
Predrag „Saša“ Danilović (serbisch-kyrillisch Предраг „Саша“ Даниловић; * 26. Februar 1970 in Sarajevo, SR Bosnien und Herzegowina) ist ein serbischer Basketballfunktionär und ehemaliger jugoslawischer Basketballspieler, der als einer der besten europäischen Shooting Guards der 1990er Jahre galt. Danilović wurde viermal Europameister und 1998 zum wertvollsten Spieler der italienischen Lega Basket Serie A gewählt. Er war von 2016 bis 2024 Vorsitzender des serbischen Basketballverbands. 

## Karriere
Danilović begann seine Karriere 1987 in seiner Heimatstadt bei KK Bosna Sarajevo. Er war damals unzufrieden mit seinen Einsatzzeiten und bemühte sich um einen Wechsel zu KK Partizan Belgrad. Jedoch verhinderte sein Vorverein dies für ein Jahr, so dass er für die folgenden sieben Monate an die Cookville High School nach Knoxville in Tennessee (Vereinigte Staaten) wechselte. Danach kehrte er in sein Heimatland zurück. Im Sommer 1988 wurde er mit der Jugend-Nationalmannschaft Jugoslawiens unter Trainer Duško Vujošević U18-Europameister. Er debütierte für Partizan im Spieljahr 1988/89 und hatte dort in Zarko Paspalj, Vlade Divac, Aleksandar Đorđević namhafte Mannschaftskameraden. Nach nur einer Saison spielte er nun auch für die jugoslawische Nationalmannschaft und nahm an der Europameisterschaft 1989 vor heimischen Publikum in Zagreb teil, mit der er auch Gold errang. An der Weltmeisterschaft in Argentinien im folgenden Jahr konnte er wegen einer Verletzung nicht teilnehmen.
Mit der jugoslawischen Nationalmannschaft gewann Danilović insgesamt viermal die Basketball-Europameisterschaft (1989, 1991, 1995 und 1997), wobei die „rest“-jugoslawische Nationalmannschaft 1993 von der Endrunde ausgeschlossen worden war, und war zudem Mitglied der jugoslawischen Auswahl, die bei den Olympischen Spielen 1996 in Atlanta die Silbermedaille gewann. 1992 war er mit 22 Jahren einer der wichtigsten Spieler einer jungen und talentierten Mannschaft von KK Partizan, die überraschend den damals wichtigsten europäischen Vereinswettbewerb, FIBA Europaliga, gewann, obwohl man infolge der Jugoslawienkriege seine Heimspiele in diesem Wettbewerb in Spanien austragen musste. Danilović erzielte auf dem Weg zum Europapokalsieg im Schnitt 19,4 Punkte und wurde als bester Spieler des Finalturniers ausgezeichnet. Im Endspiel gegen Joventut de Badalona stach er aus der Mannschaft von Trainer Željko Obradović mit 25 Punkten heraus. Anschließend wurde er im NBA-Draft 1992 an 43. Stelle von den Golden State Warriors ausgewählt (später wurden seine Rechte weitergegeben), spielte zunächst weiter in Europa und wechselte in die italienische Serie A zu Virtus Bologna, wo er aufeinanderfolgend drei Meisterschaften zwischen 1993 und 1995 gewann. Er trumpfte dort unter anderem mit starken Werten im Angriff auf und kam in der Saison 1994/95 auf den Höchstwert seiner Zeit in Italien (27,8 Punkte/Spiel). Erst Anfang 1996 ging er dann in die Vereinigten Staaten in die NBA, zunächst zu den Miami Heat und im Laufe der folgenden Saison zu den Dallas Mavericks. In seinen beiden NBA-Spielzeiten kam er auf durchschnittlich 12,8 Punkte pro Spiel.
Bereits 1997 kehrte Danilović zu Virtus Bologna zurück und gewann nicht nur erneut die italienische Meisterschaft, sondern auch ein zweites Mal die FIBA-Europaliga 1998. Sein Trainer in Bologna war Ettore Messina. Wie 1992 wurde Danilović unter die fünf besten Spieler des Finalturniers gewählt, im Endspiel gegen AEK Athen erzielte er 13 Punkte. Nach den Olympischen Spielen 2000 in Sydney beendete er seine Karriere als Spieler. Zusammen mit Vlade Divac wurde er nach seiner Spielerkarriere Vizepräsident bei Partizan Belgrad und brachte sich in die Group Seven, einer Wohltätigkeitsorganisation ehemaliger serbischer Basketballspieler, ein. 2007 wurde er alleiniger Vorsitzender Partizan Belgrads. 2008 wurde er unter als einer der fünfzig bedeutenden Persönlichkeiten des Basketballsport in Europa geehrt. Die Ehrung erfolgte durch die Euroleague Basketball im Rahmen einer Zeremonie im Palacio de Deportes de la Comunidad de Madrid. Im August 2015 gab er den Vorsitz bei Partizan Belgrad ab, den Verein drückten zu dieser Zeit Schulden von rund 5,5 Millionen Euro.
Mitte Dezember 2016 wurde er ins Amt des Vorsitzenden des serbischen Basketballverbands gewählt. Danilović blieb bis Ende September 2024 im Amt.

## Spielerprofil
Danilović war ein Spieler, der oft in wichtigen und entscheidenden Spielen auftrumpfte. Zu seinen Stärken zählten neben seinem Wurf auch sein Kampfgeist und sein Siegeswille.

## Erfolge
- Jugoslawischer Meister (1992) mit Partizan Belgrad
- Zweimal Jugoslawischer Pokalsieger (1989 und 1992) mit Partizan Belgrad
- Viermal italienischer Meister (1993, 1994, 1995 und 1998) mit Virtus Bologna
- Italienischer Pokalsieger (1999) mit Virtus Bologna
- Zweimal Euroleague-Meister mit Partizan Belgrad (1992) und Virtus Bologna (1998)
- Korać-Cup 1988/89 mit Partizan Belgrad
- Viermal Europameister mit der jugoslawischen Nationalmannschaft (1989, 1991, 1995 und 1997)
- Zweiter Platz bei den Olympischen Spielen 1996 in Atlanta
- Dritter Platz bei den Europameisterschaften 1999
- Wertvollster Spieler der italienischen Serie A 1998